# Route européenne 14
Pour les articles homonymes, voir E14 et Route 14.
Ne doit pas être confondu avec la route européenne 014, située au Kazakhstan.
La route européenne 14 (E14) est une route reliant Trondheim à Sundsvall.
La route européenne 14 part de Trondheim, jusqu'à Stjørdal les routes E6 et E14 sont identiques. Elles se séparent dans la localité de Stjørdalshalsen : la route E6 poursuivant vers le nord de la Norvège, la route E14 poursuivant vers l'est et rejoignant rapidement la Suède.
Dans sa partie norvégienne, la route E14 ne fait que 61 km (de Stjørdalshalsen à la frontière suédoise. Elle traverse les communes de Stjørdal et Meråker avant d'entrer en Suède à Storlien.
En Suède, la route fait 355 km.

## Comtés et communes traversés
- Norvège
  - Comté de Sør-Trøndelag
    - Trondheim
    - Malvik

  - Comté de Nord-Trøndelag
    - Stjørdal
    - Meråker
- Suède
  - Comté de Jämtland
    - Åre
    - Krokom
    - Östersund
    - Bräcke

  - Comté de Västernorrland
    - Ånge
    - Sundsvall